# クリスチャン・バーグマン
クリスチャン・スタンフォード・バーグマン（Christian Stanford Bergman, 1988年5月4日 - ）は、アメリカ合衆国カリフォルニア州ロサンゼルス郡グレンデール出身のプロ野球選手（投手）。右投右打。MLB・シカゴ・カブス傘下所属。

## 経歴

### プロ入りとロッキーズ時代
2010年のMLBドラフト24巡目（全体740位）でコロラド・ロッキーズから指名され、6月12日に契約。契約後、傘下のアパラチアンリーグのルーキー級キャスパー・ゴースツで14試合（先発5試合）に登板して1勝4敗、防御率5.96、37奪三振を記録した。
2011年はA-級トリシティ・ダストデビルズでプレーし、15試合に先発登板して7勝5敗、防御率2.59、68奪三振を記録した。
2012年はA+級モデスト・ナッツでプレーし、27試合に先発登板して16勝5敗、防御率3.65、121奪三振を記録した。同年はカリフォルニアリーグのオールスターチームに選出され、同リーグの最優秀投手に選ばれた。
2013年はAA級タルサ・ドリラーズでプレーし、27試合に先発登板して8勝7敗、防御率3.37、111奪三振を記録した。
2014年はAAA級コロラドスプリングス・スカイソックスで開幕を迎え、12試合に先発登板して4勝4敗、防御率3.84を記録した。6月9日にロッキーズとメジャー契約を結んでアクティブ・ロースター入りし、同日のアトランタ・ブレーブス戦で先発起用されメジャーデビュー。6回を6安打2失点に抑えたが、打線の援護がなくメジャー初黒星を喫した。6月20日のミルウォーキー・ブルワーズ戦で左手を骨折し、25日に60日間の故障者リスト入りした。8月24日に復帰し、復帰後はシーズン終了まで7試合に先発し3勝3敗だった。
2015年は開幕からアクティブ・ロースター入りしたが、6月11日にマイナー・オプションでAAA級アルバカーキ・アイソトープスに降格した。6月18日に再昇格したが、30日に右肩の炎症で15日間の故障者リストに入った。8月1日に復帰し、9月23日のピッツバーグ・パイレーツ戦で先発に復帰したがこの年は先発では勝利は挙げられず、救援勝利のみで3勝1敗、防御率4.74であった。
2016年も開幕からアクティブ・ロースター入りしたが、5月20日に左脇腹の張りで15日間の故障者リストに入り、7月10日にマイナー・オプションでAAA級アルバカーキに降格した。8月16日に再昇格したが登板機会はなく、20日にAAA級アルバカーキに再降格。8月31日に再々昇格したが、翌日の9月1日に再々降格、2日のセプテンバー・コールアップで3度目の昇格後に5試合に登板したが、51⁄3回で失点10、自責点9、被本塁打3、防御率15.19と振るわなかった。10月12日に40人枠から外れる形でAAA級アルバカーキへ配属された後、11月7日にFAとなった。

### マリナーズ時代
2016年12月1日にシアトル・マリナーズとマイナー契約を結び、2017年のスプリングトレーニングに招待選手として参加することになった。
2017年の開幕は傘下のAAA級タコマ・レイニアーズで迎え、5月7日にメジャー契約を結んでアクティブ・ロースター入りした。6月21日にAAA級タコマへ降格し、8月4日に40人枠外となった。8月12日に再びメジャー契約を結んでアクティブ・ロースター入りした。リリーフで2試合に登板して無失点だったが、8月15日にアンドリュー・アルバースのアクティブ・ロースター入りに伴い、DFAとなり、翌16日に40人枠を外れる形でAAA級タコマへ配属された。8月28日に三たびメジャー契約を結んでアクティブ・ロースター入りした。9月1日に40人枠を外れる形でAAA級タコマへ配属された。レギュラーシーズン終了後の10月2日にFAとなった。
2018年1月16日にマリナーズとマイナー契約で再契約を結び、スプリングトレーニングに招待選手として参加することになった。シーズンでは開幕をAAA級タコマで迎え、5月16日にメジャー契約を結んでアクティブ・ロースター入りした。AAA級タコマに降格していた9月1日に40人枠外となった（そのままAAA級タコマに配属）。レギュラーシーズン終了後の10月2日にFAとなった。

### カブス傘下時代
2019年1月23日にシカゴ・カブスとマイナー契約を結び、スプリングトレーニングに招待選手として参加することになった。

## 詳細情報

### 年度別投手成績
| 年 度    | 球 団    | 登 板 | 先 発 | 完 投 | 完 封 | 無 四 球 | 勝 利 | 敗 戦 | セ 丨 ブ | ホ 丨 ル ド | 勝 率 | 打 者 | 投 球 回 | 被 安 打 | 被 本 塁 打 | 与 四 球 | 敬 遠 | 与 死 球 | 奪 三 振 | 暴 投 | ボ 丨 ク | 失 点 | 自 責 点 | 防 御 率 | W H I P |
| -------- | -------- | ----- | ----- | ----- | ----- | -------- | ----- | ----- | -------- | ----------- | ----- | ----- | -------- | -------- | ----------- | -------- | ----- | -------- | -------- | ----- | -------- | ----- | -------- | -------- | ------- |
| 2014     | COL      | 10    | 10    | 0     | 0     | 0        | 3     | 5     | 0        | 0           | .375  | 249   | 54.2     | 75       | 9           | 10       | 2     | 1        | 31       | 0     | 0        | 37    | 36       | 5.93     | 1.55    |
| 2015     | COL      | 30    | 4     | 0     | 0     | 0        | 3     | 1     | 0        | 0           | .750  | 286   | 68.1     | 82       | 8           | 15       | 1     | 0        | 37       | 4     | 0        | 36    | 36       | 4.74     | 1.42    |
| 2016     | COL      | 15    | 1     | 0     | 0     | 0        | 1     | 3     | 0        | 0           | .250  | 119   | 24.2     | 39       | 7           | 6        | 0     | 0        | 22       | 0     | 0        | 24    | 23       | 8.39     | 1.82    |
| 2017     | SEA      | 13    | 8     | 0     | 0     | 0        | 4     | 5     | 0        | 0           | .444  | 230   | 54.0     | 61       | 12          | 15       | 1     | 3        | 33       | 0     | 0        | 31    | 30       | 5.00     | 1.42    |
| 2018     | SEA      | 3     | 2     | 0     | 0     | 0        | 0     | 1     | 0        | 0           | .000  | 57    | 14.0     | 12       | 4           | 3        | 0     | 0        | 7        | 0     | 0        | 9     | 9        | 5.79     | 1.07    |
| MLB：5年 | MLB：5年 | 71    | 25    | 0     | 0     | 0        | 11    | 15    | 0        | 0           | .423  | 941   | 215.2    | 269      | 40          | 49       | 4     | 4        | 130      | 4     | 0        | 137   | 134      | 5.59     | 1.47    |

- 2018年度シーズン終了時

### 背番号
- 36（2014年 - 2016年）
- 56（2017年 - 2018年）